# Gilles Simon
Gilles Simon (Nice, 27 december 1984) is een professioneel tennisser uit Frankrijk.

## Loopbaan
Hij begon zijn beroepsloopbaan in 2002 en bereikte zijn hoogste positie (6e) op de ATP-ranglijst begin 2009. Sinds het begin van zijn loopbaan heeft hij veertien ATP-titels gewonnen en heeft hij eenmaal de kwartfinale (Australian Open 2009) van een grandslamtoernooi bereikt.

### 2006-2007
In 2006 bereikte hij de finale van het ATP-toernooi van Valencia maar verloor er van Nicolás Almagro.
In 2007 won hij het ATP-toernooi van Marseille wat tevens zijn eerste ATP-titel was. In september van hetzelfde jaar won hij de titel in Boekarest.

### 2008
Simon won in mei van 2008 de titel van Casablanca, in juli won hij ook het toernooi van Indianapolis. Simon wist in 2008 ook zijn titel in Roemenië met succes te verdedigen. Enkele weken later, op het ATP-toernooi van Madrid wist hij door te dringen tot de finale door onder meer het nummer 1 van de plaatsingslijst, Rafael Nadal, te verslaan. In de finale vond Simon in Andy Murray zijn meerdere.

### 2009
Het jaar 2009 begon met zijn beste grandslamprestatie tot nog toe: hij wist de kwartfinale te bereiken van het Australian Open. Hij verloor die kwartfinale in drie sets van de latere winnaar Rafael Nadal. Later in het jaar bereikte Simon ook nog zijn beste resultaat op Roland Garros, door de derde ronde te bereiken en uiteindelijk met 6-4, 6-4 en 6-2 te verliezen van de Roemeen Victor Hănescu.

## Palmares
| Legenda                       | Legenda               |
| ----------------------------- | --------------------- |
| Grand Slam                    |                       |
| Olympische Spelen             |                       |
| tot 2009                      | vanaf 2009            |
| Tennis Masters Cup            | ATP Finals            |
| ATP Masters Series            | ATP Tour Masters 1000 |
| ATP International Series Gold | ATP Tour 500          |
| ATP International Series      | ATP Tour 250          |

### Enkelspel
| Nr.                  | Datum      | Toernooi         | Ondergrond    | Tegenstander in finale | Score               |               |
| -------------------- | ---------- | ---------------- | ------------- | ---------------------- | ------------------- | ------------- |
| gewonnen finales     |            |                  |               |                        |                     |               |
| 1.                   | 2007-02-18 | ATP Marseille    | Hardcourt     | Marcos Baghdatis       | 6-4, 7-6            | details       |
| 2.                   | 2007-09-16 | ATP Boekarest    | Gravel        | Victor Hănescu         | 4-6, 6-3, 6-2       | details       |
| 3.                   | 2008-05-24 | ATP Casablanca   | Gravel        | Julien Benneteau       | 7-5, 6-2            | details       |
| 4.                   | 2008-07-20 | ATP Indianapolis | Hardcourt     | Dmitri Toersoenov      | 6-4, 6-4            | details       |
| 5.                   | 2008-09-14 | ATP Boekarest    | Gravel        | Carlos Moyá            | 6-3, 6-4            | details       |
| 6.                   | 2009-10-04 | ATP Bangkok      | Hardcourt     | Viktor Troicki         | 7-5, 6-3            | details       |
| 7.                   | 2010-09-26 | ATP Metz         | Hardcourt     | Mischa Zverev          | 6-3, 6-2            | details       |
| 8.                   | 2011-01-15 | ATP Sydney       | Hardcourt     | Viktor Troicki         | 7-5, 7-6(4)         | details       |
| 9.                   | 2011-07-24 | ATP Hamburg      | Gravel        | Nicolás Almagro        | 6-4, 4-6, 6-4       | details       |
| 10.                  | 2012-04-29 | ATP Boekarest    | Gravel        | Fabio Fognini          | 6–4, 6–3            | details       |
| 11.                  | 2013-09-22 | ATP Metz         | Hardcourt     | Jo-Wilfried Tsonga     | 6–4, 6–3            | details       |
| 12.                  | 2015-02-22 | ATP Marseille    | Hardcourt (i) | Gaël Monfils           | 6-4, 1-6, 7-6(4)    | details       |
| 13.                  | 2018-01-06 | ATP Pune         | Hardcourt     | Kevin Anderson         | 7–6(4), 6–2         | details       |
| 14.                  | 2018-09-23 | ATP Metz         | Hardcourt (i) | Matthias Bachinger     | 7–6(2), 6–1         | details       |
| verloren finales     |            |                  |               |                        |                     |               |
| 1.                   | 2006-04-16 | ATP Valencia     | Gravel        | Nicolás Almagro        | 2-6, 3-6            | details       |
| 2.                   | 2008-10-19 | ATP Madrid       | Hardcourt     | Andy Murray            | 4-6, 6-7            | details       |
| 3.                   | 2012-09-30 | ATP Bangkok      | Hardcourt     | Richard Gasquet        | 2-6, 1-6            | details       |
| 4.                   | 2013-06-22 | ATP Eastbourne   | Gras          | Feliciano López        | 6-7, 7-6, 0-6       | details       |
| 5.                   | 2014-10-12 | ATP Shanghai     | Hardcourt     | Roger Federer          | 6-7(6), 6-7(2)      | details       |
| 6.                   | 2015-09-17 | ATP Metz         | Hardcourt (i) | Jo-Wilfried Tsonga     | 6-7(5), 6-1, 2-6    | details       |
| 7.                   | 2018-05-26 | ATP Lyon         | Gravel        | Dominic Thiem          | 6-3, 6-7(1), 1-6    | details       |
| 8.                   | 2019-06-23 | ATP Londen       | Gras          | Feliciano López        | 2-6, 7-6(4), 6-7(2) | details       |
| gewonnen challengers |            |                  |               |                        |                     |               |
| 1.                   | 2005-01-03 | Nouméa           | Hardcourt     | Björn Phau             | 6-3, 6-0            | 6-3, 6-0      |
| 2.                   | 2006-01-02 | Nouméa           | Hardcourt     | Rik De Voest           | 6-2, 5-7, 6-2       | 6-2, 5-7, 6-2 |

### Mannendubbelspel
| Nr.              | Datum      | Toernooi | Ondergrond | Partner               | Tegenstanders in finale      | Score          |         |
| ---------------- | ---------- | -------- | ---------- | --------------------- | ---------------------------- | -------------- | ------- |
| verloren finales |            |          |            |                       |                              |                |         |
| 1.               | 2018-01-06 | ATP Pune | Hardcourt  | Pierre-Hugues Herbert | Robin Haase Matwé Middelkoop | 6-7(5), 6-7(5) | details |

## Resultaten grote toernooien
| Legenda | Legenda                          |
| ------- | -------------------------------- |
| g.t.    | geen toernooi gehouden           |
| l.c.    | lagere categorie                 |
| –       | niet deelgenomen                 |
| G       | uitgeschakeld in de groepsfase   |
| 1R      | uitgeschakeld in de eerste ronde |
| 2R      | uitgeschakeld in de tweede ronde |
| 3R      | uitgeschakeld in de derde ronde  |
| 4R      | uitgeschakeld in de vierde ronde |
| KF      | uitgeschakeld in de kwartfinale  |
| HF      | uitgeschakeld in de halve finale |
| F       | de finale verloren               |
| W       | het toernooi gewonnen            |
| w-v     | winst/verlies-balans             |

### Enkelspel
| toernooi            | 2005 | 2006 | 2007 | 2008 | 2009 | 2010 | 2011 | 2012 | 2013 | 2014 | 2015 | 2016 | 2017 | 2018 | 2019 | 2020 | 2021 | 2022 |
| ------------------- | ---- | ---- | ---- | ---- | ---- | ---- | ---- | ---- | ---- | ---- | ---- | ---- | ---- | ---- | ---- | ---- | ---- | ---- |
| grandslamtoernooien |      |      |      |      |      |      |      |      |      |      |      |      |      |      |      |      |      |      |
| Australian Open     | –    | 3R   | 1R   | 3R   | KF   | –    | 2R   | 2R   | 4R   | 3R   | 3R   | 4R   | 3R   | 2R   | 2R   | 2R   | 1R   | –    |
| Roland Garros       | 1R   | 1R   | 2R   | 1R   | 3R   | –    | 4R   | 3R   | 4R   | 3R   | 4R   | 3R   | 1R   | 3R   | 2R   | 1R   | 1R   | 3R   |
| Wimbledon           | –    | 1R   | 2R   | 3R   | 4R   | 3R   | 3R   | 2R   | 1R   | 3R   | KF   | 2R   | 2R   | 4R   | 2R   | g.t. | 1R   | –    |
| US Open             | –    | 2R   | 2R   | 3R   | 3R   | 3R   | 4R   | 3R   | –    | 4R   | 1R   | 2R   | 1R   | 2R   | 2R   | 2R   | –    | –    |
| ATP Masters 1000    |      |      |      |      |      |      |      |      |      |      |      |      |      |      |      |      |      |      |
| Indian Wells        | –    | –    | 3R   | 2R   | 3R   | 2R   | 3R   | KF   | 4R   | 2R   | 4R   | 3R   | –    | 1R   | 3R   | g.t. |      |      |
| Miami               | –    | 1R   | 3R   | 1R   | 4R   | 2R   | KF   | 4R   | KF   | 2R   | 4R   | KF   | 2R   | 1R   | 2R   | g.t. | –    |      |
| Monte Carlo         | –    | 3R   | 1R   | 1R   | 2R   | –    | 3R   | HF   | 1R   | 1R   | 3R   | 3R   | 2R   | 2R   | 2R   | g.t. | –    |      |
| Madrid              | l.c. | l.c. | l.c. | l.c. | 3R   | –    | 2R   | 3R   | 3R   | 2R   | –    | 3R   | 2R   | –    | 1R   | g.t. | –    |      |
| Rome                | –    | –    | 3R   | 2R   | 3R   | –    | 2R   | 3R   | 3R   | 2R   | 2R   | –    | 1R   | –    | 1R   | –    | –    |      |
| Montreal/Toronto    | –    | 1R   | –    | HF   | 3R   | 1R   | 1R   | 2R   | 1R   | 2R   | 2R   | –    | –    | –    | 1R   | g.t. |      |      |
| Cincinnati          | 2R   | 2R   | –    | 2R   | KF   | 1R   | KF   | –    | 1R   | 2R   | 1R   | 1R   | –    | –    | 1R   | –    |      |      |
| Shanghai            | l.c. | l.c. | l.c. | l.c. | KF   | 1R   | 3R   | 2R   | 1R   | F    | 3R   | HF   | 3R   | 1R   | 1R   | g.t. |      |      |
| Parijs              | –    | 1R   | 2R   | 3R   | 3R   | 2R   | 2R   | HF   | 3R   | 2R   | 3R   | 3R   | 1R   | 2R   | 1R   | 1R   |      |      |
| olympisch           |      |      |      |      |      |      |      |      |      |      |      |      |      |      |      |      |      |      |
| Olympische Spelen   | g.t. | g.t. | g.t. | 3R   | g.t. | g.t. | g.t. | 3R   | g.t. | g.t. | g.t. | 3R   | g.t. | g.t. | g.t. | g.t. | 1R   |      |
| statistieken        |      |      |      |      |      |      |      |      |      |      |      |      |      |      |      |      |      |      |
| titels per jaar     | 0    | 0    | 2    | 3    | 1    | 1    | 2    | 1    | 1    | 0    | 1    | 0    | 0    | 2    | 0    | 0    | 0    |      |
| eindejaarsranking   | 124  | 45   | 29   | 7    | 15   | 41   | 12   | 16   | 19   | 15   | 21   | 25   | 89   | 30   | 55   | 63   |      |      |

### Dubbelspel
| toernooi            | 2005 | 2006 | 2007 | 2008 | 2009 | 2010 | 2011 | 2012 | 2013 | 2014 | 2015 | 2016 | 2017 | 2018 | 2019 | 2020 | 2021 | 2022 |
| ------------------- | ---- | ---- | ---- | ---- | ---- | ---- | ---- | ---- | ---- | ---- | ---- | ---- | ---- | ---- | ---- | ---- | ---- | ---- |
| grandslamtoernooien |      |      |      |      |      |      |      |      |      |      |      |      |      |      |      |      |      |      |
| Australian Open     | –    | –    | 1R   | 2R   | 1R   | –    | 1R   | –    | –    | –    | –    | –    | –    | –    | –    | –    | 1R   | –    |
| Roland Garros       | 2R   | 1R   | 1R   | 1R   | –    | –    | –    | –    | –    | –    | –    | –    | –    | –    | –    | –    | –    | 1R   |
| Wimbledon           | –    | 1R   | 1R   | –    | –    | –    | –    | –    | –    | –    | –    | –    | –    | –    | –    | g.t. | –    | –    |
| US Open             | –    | 1R   | 3R   | 1R   | –    | –    | –    | –    | –    | –    | –    | –    | –    | –    | 1R   | –    | –    | –    |
| ATP Masters 1000    |      |      |      |      |      |      |      |      |      |      |      |      |      |      |      |      |      |      |
| Indian Wells        | –    | –    | –    | –    | 1R   | 1R   | –    | 1R   | 1R   | 1R   | 1R   | 1R   | –    | –    | –    | g.t. |      |      |
| Miami               | –    | –    | –    | –    | 1R   | –    | –    | 1R   | 1R   | –    | 1R   | 2R   | 1R   | –    | 1R   | g.t. | –    |      |
| Monte Carlo         | –    | –    | 1R   | –    | 1R   | –    | –    | 1R   | 2R   | 2R   | –    | 1R   | 1R   | –    | –    | g.t. | –    |      |
| Madrid              | l.c. | l.c. | l.c. | l.c. | –    | –    | –    | –    | 1R   | –    | –    | 1R   | 1R   | –    | 1R   | g.t. | –    |      |
| Rome                | –    | –    | –    | –    | 1R   | –    | –    | –    | –    | –    | 1R   | –    | 1R   | –    | 2R   | –    | –    |      |
| Montreal/Toronto    | –    | –    | –    | –    | 1R   | –    | 1R   | 2R   | –    | –    | –    | –    | –    | –    | –    | g.t. |      |      |
| Cincinnati          | –    | –    | –    | –    | 2R   | –    | 1R   | –    | 1R   | –    | 1R   | 1R   | –    | –    | –    | –    |      |      |
| Shanghai            | l.c. | l.c. | l.c. | l.c. | –    | –    | –    | –    | –    | –    | –    | –    | –    | –    | –    | g.t. |      |      |
| Parijs              | –    | –    | 1R   | 2R   | 1R   | –    | –    | –    | 2R   | 1R   | 2R   | 1R   | –    | –    | 1R   | 1R   |      |      |
| olympisch           |      |      |      |      |      |      |      |      |      |      |      |      |      |      |      |      |      |      |
| Olympische Spelen   | g.t. | g.t. | g.t. | 1R   | g.t. | g.t. | g.t. | –    | g.t. | g.t. | g.t. | –    | g.t. | g.t. | g.t. | g.t. | –    |      |
| statistieken        |      |      |      |      |      |      |      |      |      |      |      |      |      |      |      |      |      |      |
| titels per jaar     | 0    | 0    | 0    | 0    | 0    | 0    | 0    | 0    | 0    | 0    | 0    | 0    | 0    | 0    | 0    | 0    | 0    |      |
| eindejaarsranking   | 394  | 329  | 137  | 278  | 328  | —    | 543  | 156  | 279  | 432  | 253  | 263  | 824  | 192  | 295  | 378  |      |      |